# プレオーネ
プレオーネ（伊: Preone）は、イタリア共和国フリウリ＝ヴェネツィア・ジュリア州ウーディネ県にある、人口約200人の基礎自治体（コムーネ）。

## 地理

### 位置・広がり

#### 隣接コムーネ
隣接するコムーネは以下の通り。括弧内のPNはポルデノーネ県所属を示す。
- エネモンツォ
- ソッキエーヴェ
- トラモンティ・ディ・ソット (PN)
- ヴェルゼーニス
- ヴィート・ダージオ (PN)

### 気候分類・地震分類
プレオーネにおけるイタリアの気候分類 (it) および度日は、zona F, 3258 GGである。
また、イタリアの地震リスク階級 (it) では、zona 2 (sismicità media) に分類される。